# Odontopera nubigosa
Odontopera nubigosa är en fjärilsart som beskrevs av Louis Beethoven Prout 1928. Odontopera nubigosa ingår i släktet Odontopera och familjen mätare. Inga underarter finns listade i Catalogue of Life.